# Krabojadek srebrnobrzuchy
Krabojadek srebrnobrzuchy (Ichthyomys hydrobates) – gatunek ssaka z podrodziny bawełniaków (Sigmodontinae) w obrębie rodziny chomikowatych (Cricetidae).

## Zasięg występowania
Krabojadek srebrnobrzuchy występuje w północno-zachodniej Ameryce Południowej zamieszkując w zależności od podgatunku:
- I. hydrobates hydrobates – zachodnia Wenezuela,
- I. hydrobates nicefori – zachodnia Kolumbia,
- I. hydrobates soderstromi – północno-środkowy Ekwador.

## Taksonomia
Gatunek po raz pierwszy zgodnie z zasadami nazewnictwa binominalnego opisał w 1891 duński zoolog Herluf Winge nadając mu nazwę Habrothrix hydrobates. Holotyp pochodził z Sierra de Mérida, z Méridy, z wysokości 1600–1700 m n.p.m., w stanie Mérida, w Wenezueli.
I. hydrobates jest szeroko rozprzestrzeniony na rozczłonkowanym terenie górskim i istnieją podejrzenia że jest to w rzeczywistości kompleks trzech spokrewnionych gatunków. Autorzy Illustrated Checklist of the Mammals of the World rozpoznają trzy podgatunki.

### Etymologia
- Ichthyomys: gr. ιχθυς ikhthus „ryba”; μυς mus, μυος muos „mysz”[10].
- hydrobates: gr. ὑδρο- hudro- „wodny-”, od ὑδωρ hudōr, ὑδατος hudatos „woda”; βατης batēs „piechur”, od βατεω bateō „stąpać, chodzić”, od βαινω bainō „wędrować, chodzić”[11].
- nicefori: brat Nicéforo María (właśc. Antoine Rouhaire) (1888–1980), francuski misjonarz w Kolumbii w latach 1908–1980, zoolog, kolekcjoner[12].
- soderstromi: Ludovic Söderström (1843–1927), szwedzki konsul generalny w Ekwadorze od około 1886 roku do roku swojej śmierci[13].

## Morfologia
Długość ciała (bez ogona) 134–182 mm, długość ogona 125–150 mm, długość ucha 8–10 mm, długość tylnej stopy 30–36 mm; brak danych dotyczących masy ciała. Wszystkie krabojadki mają brązowe futro grzbietu i biały lub srebrzysty spód ciała. Mają szerokie tylne stopy. Krabojadek srebrnobrzuchy ma wąskie siekacze i pysk, wyraźnie węższe niż u krabojadka strumieniowego (Ichthyomys tweedii).

## Tryb życia
Gryzoń ten występuje w wysokich lasach deszczowych, lasach mglistych i lasach wtórnych. Większość okazów została złapana na terenach przekształconych w rolnicze. Prowadzi ziemnowodny, nocny tryb życia. Żywi się krabami i innymi bezkręgowcami wodnymi. Jest spotykany od wysokości 600 do 2700 m n.p.m.

## Populacja
Krabojadek srebrnobrzuchy nie jest rzadki, ale trudno go schwytać. Jego liczebność maleje w związku z utratą środowiska przez wylesianie i zagrożenia związane ze skażeniem wód. Występuje w kilku obszarach chronionych w Wenezueli i w parku narodowym Munchique w Kolumbii. Międzynarodowa Unia Ochrony Przyrody uznaje krabojadka srebrnobrzuchego za gatunek bliski zagrożenia.